# Conflicte congelat
Conflicte congelat és una expressió pròpia de les relacions internacionals (originalment en llengua anglesa: frozen conflict) que descriu la situació d'un conflicte internacional en la qual després d'una crisi o fins i tot una guerra, el conflicte queda latent, sense solucionar-se realment, encara que no s'hagi produït un tractat de pau o un altre mecanisme de resolució del conflicte a satisfacció d'ambdues parts.
Se sol utilitzar especialment per als conflictes post-soviètics de l'Àsia central i el Caucas; però també s'empra per a qualsevol altra disputa territorial no solucionada, com pot ser la Guerra de Corea (entre les dues Corees) o la Guerra civil xinesa (entre Xina i Taiwan).
En el Caucas es mantenen oberts, però "congelats", el conflicte entre Geòrgia i Abkhàsia, el conflicte entre Geòrgia i Ossètia, o el conflicte de l'Alt Karabakh.